# Chiesa di San Giacomo Maggiore (Arco, Italia)
La chiesa di San Giacomo Maggiore è la parrocchiale a Vigne, frazione di Arco in Trentino. Fa parte dell'ex-decanato di Arco dell'arcidiocesi di Trento e risale al XVI secolo.

## Storia

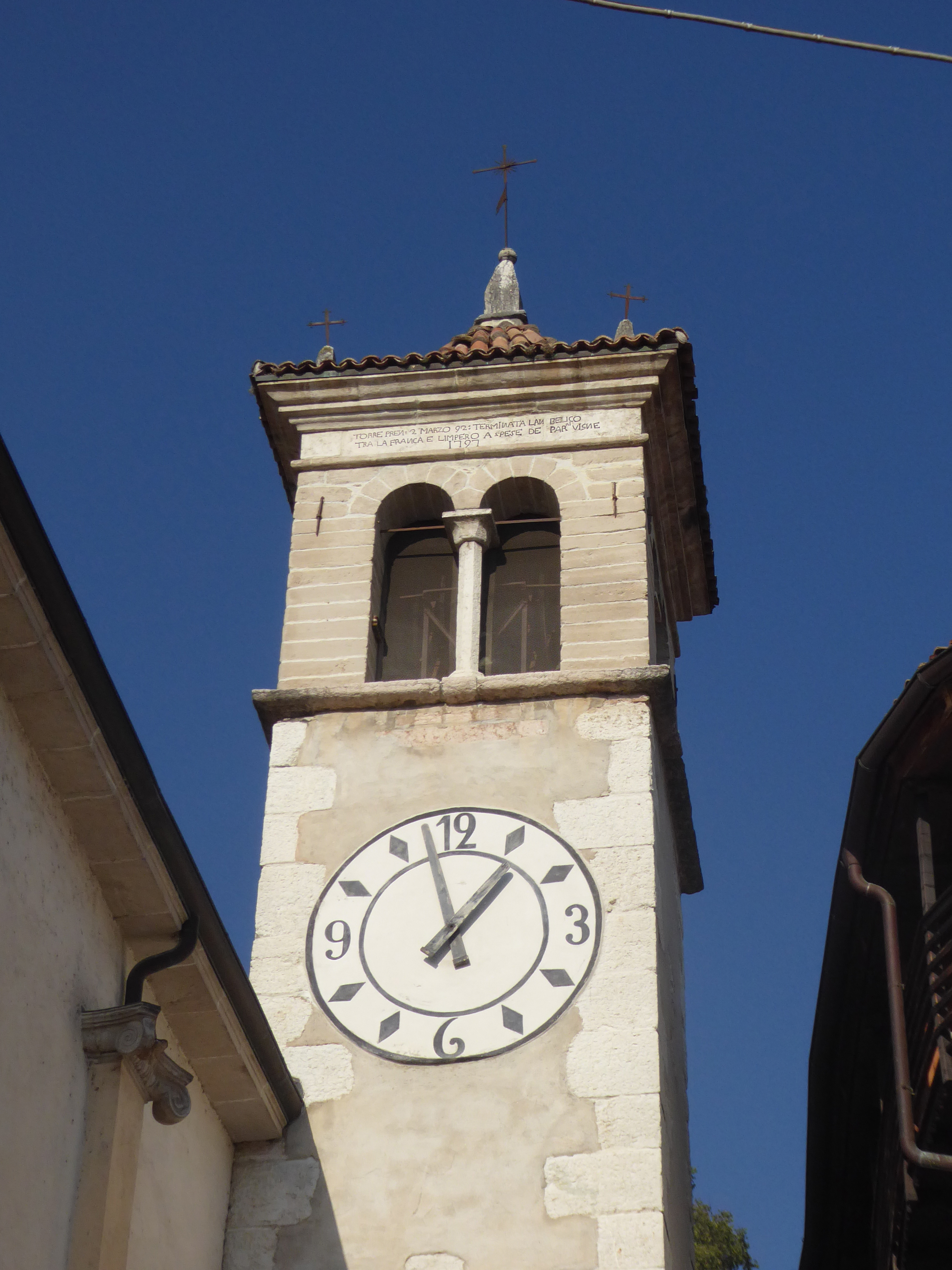
Campanile

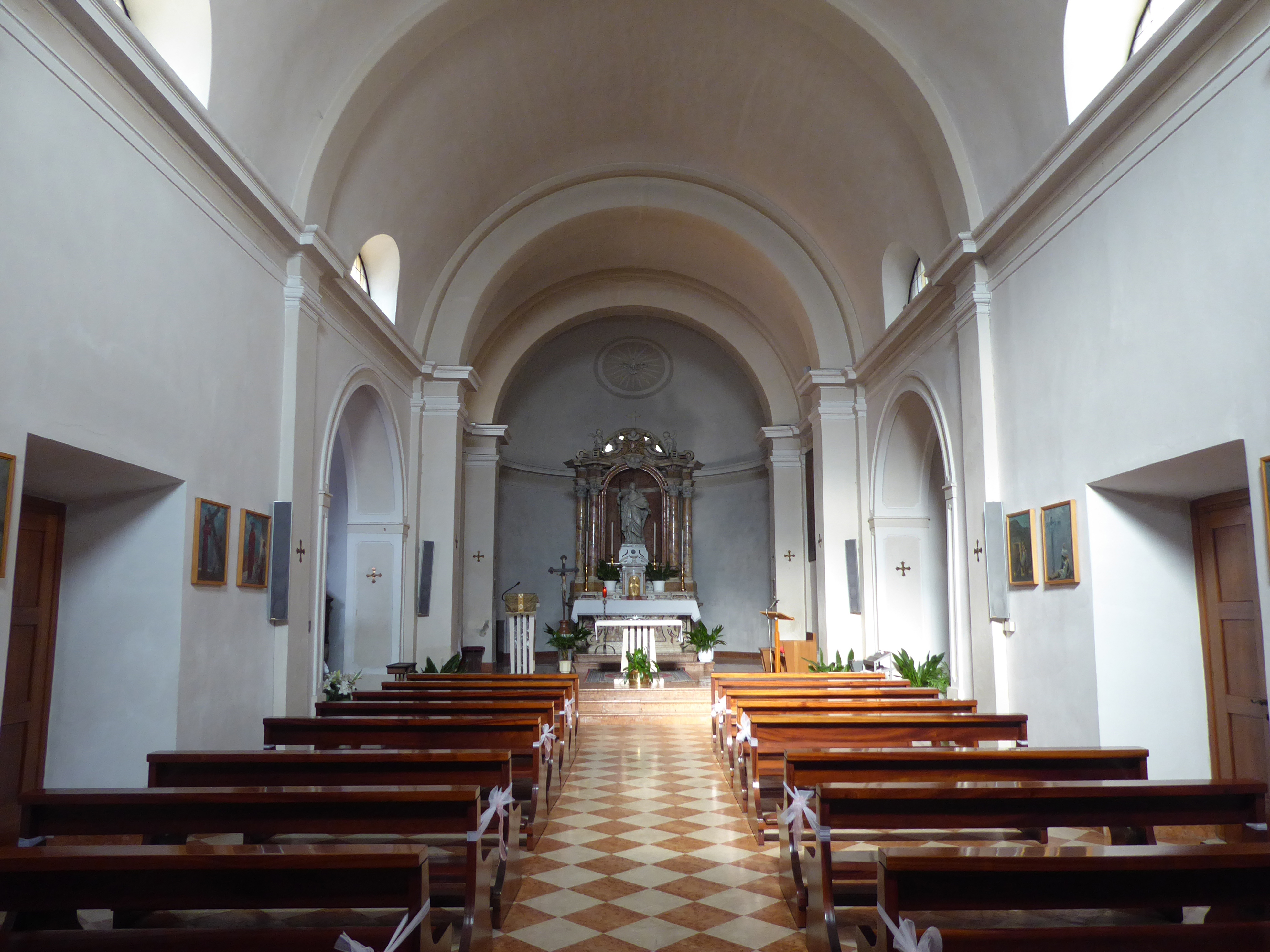
Interno

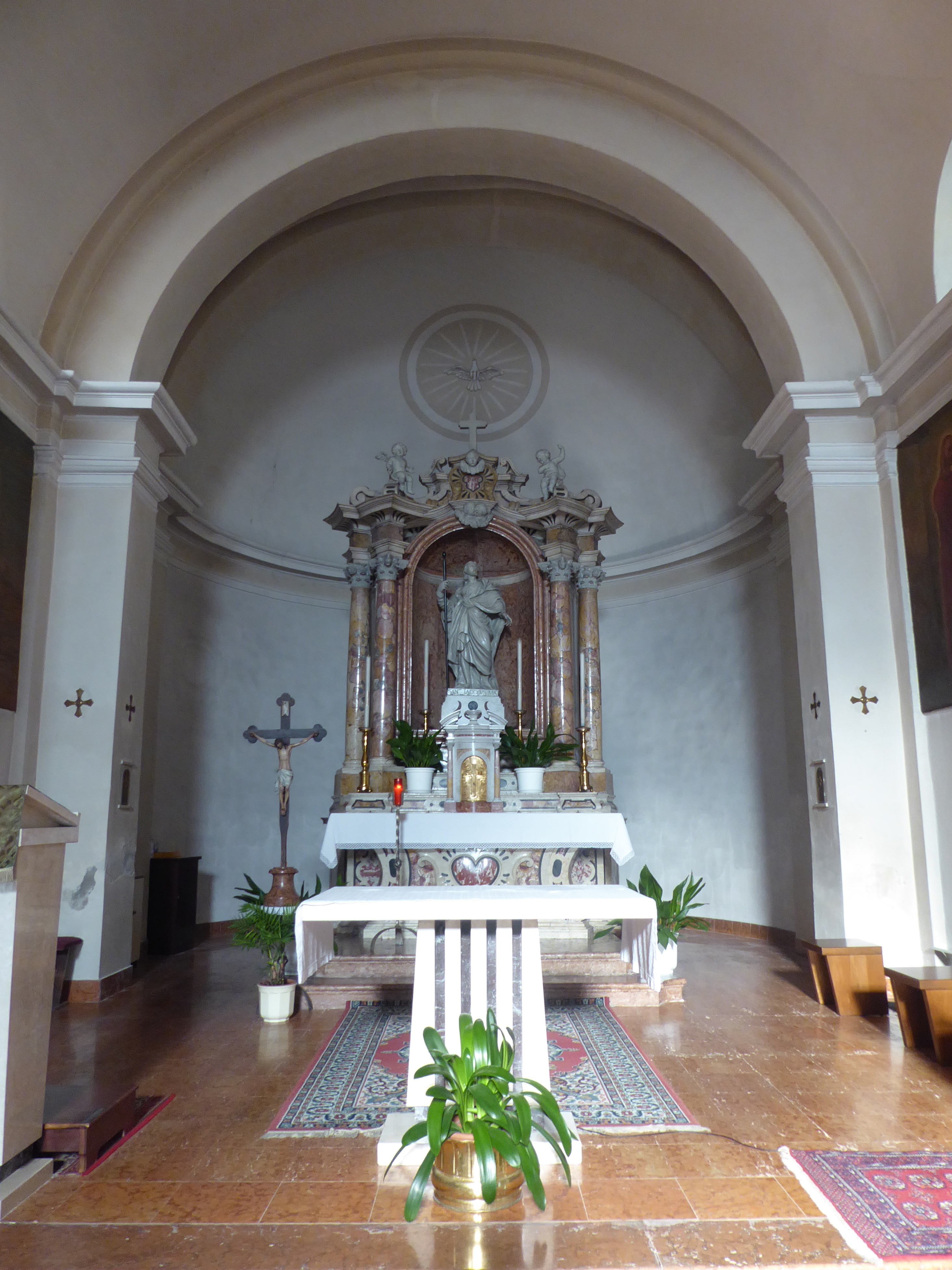
Presbiterio con altare maggiore storico preceduto da mensa rivolta al popolo come da disposizioni postconciliari

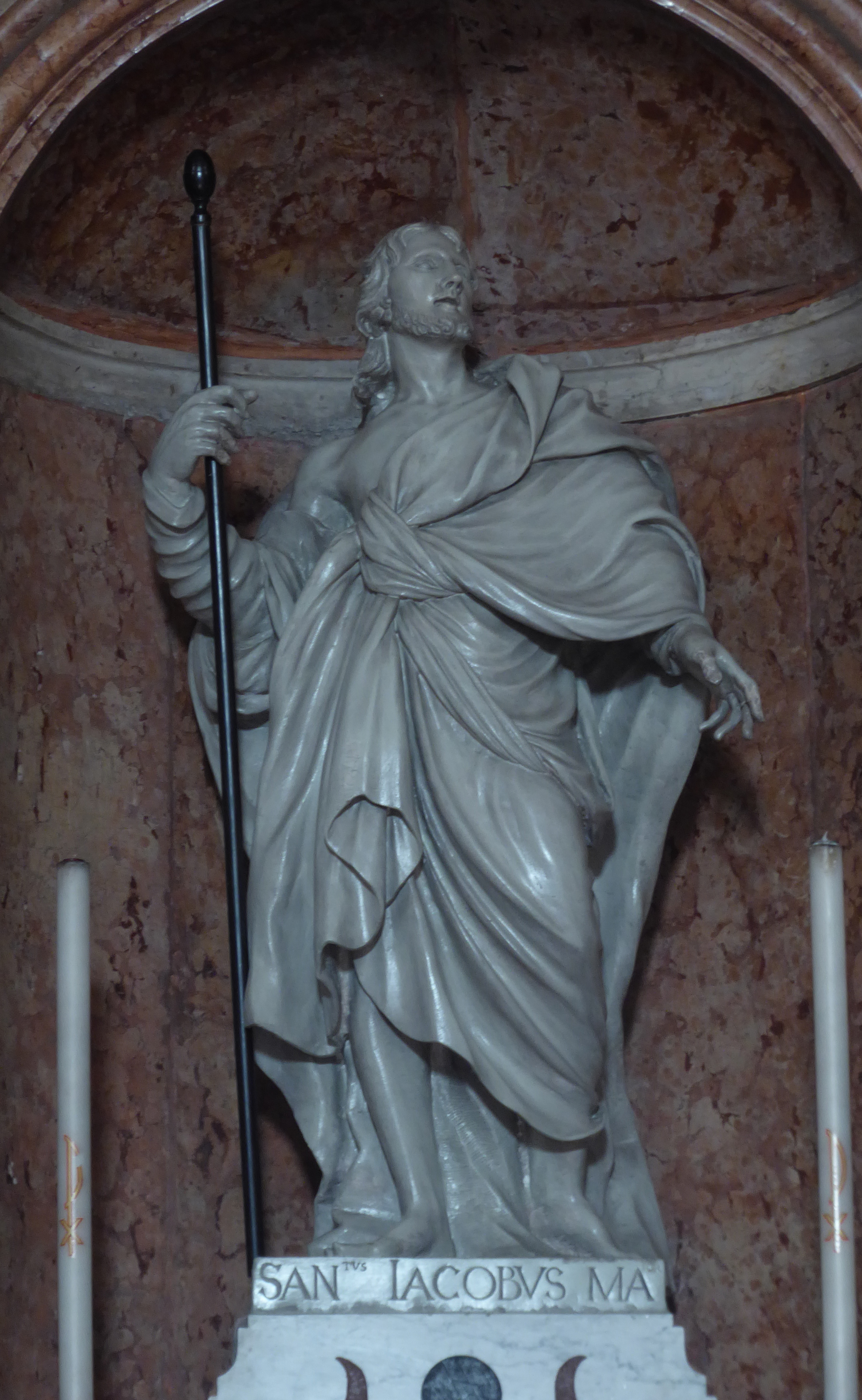
Statua raffigurante il titolare della chiesa, san Giacomo

A Vigne di Arco già durante una visita pastorale svoltasi nel 1579 venne documentata la presenza di una cappella dedicata a San Giacomo.
Verso la fine del XVIII secolo venne ricostruita la torre campanaria e i lavori terminarono nel 1797, dopo l'arrivo delle truppe napoleoniche. Ottenne dignità curiaziale nel 1862, sussidiaria alla pieve di Arco.
Nei primi anni del XX secolo il precedente edificio venne poco a poco demolito e ricostruito, ampliandone le dimensioni originali. La parte presbiteriale primitiva venne completamente modificata e conclusa da un'abside a forma semicircolare. Durante i lavori furono trovati gli antichi affreschi sull'arco santo, ma vennero quasi completamente distrutti per la nuova struttura.
Dopo la conclusione del primo conflitto mondiale, nel 1919, la chiesa, ormai conclusa da dieci anni, venne benedetta. Ottenne dignità di chiesa parrocchiale nel 1942 e la solenne consacrazione venne celebrata dopo la fine del secondo conflitto mondiale, nel 1947.
Un ciclo di restauri conservativi venne realizzato tra il 1971 e il 1973, e riguardò la copertura del tetto, la pavimentazione della sala, la tinteggiatura di tutto l'edificio, il rifacimento degli impianti e la posa in opera delle nuove vetrate. Una nuova tinteggiatura venne realizzata all'inizio degli anni novanta.
Luigi Bressan, arcivescovo metropolita di Trento, ha consacrato con cerimonia solenne il nuovo altare maggiore nel 2011.

## Descrizione

### Esterni
Il tempio si trova affacciato sulla piazza della piccola frazione di Vigne di Arco e mostra orientamento verso nord-est. La facciata è in stile neoclassico con quattro paraste che sorreggono il grande frontone triangolare. Al portale architravato si accede da una breve scala di cinque gradini e al centro, in alto, si apre il grande oculo che porta luce alla sala. La torre campanaria, che è la struttura più antica del tempio, si alza in posizione arretrata sulla destra.

### Interni
La navata interna è unica e ripartita in tre campate. La sala è ampliata da due cappelle simmetriche e il presbiterio è leggermente rialzato.